# Железопътна катастрофа при Шчекочини
Железопътната катастрофа при Шчекочини е челен удар между 2 пътнически влака на 3 март 2012 г. край село Халупки, близо до град Шчекочини, Полша, около 20:57 ч. на километър 21 +250 от железопътна линия 64 (Конецпол – Козлов), в резултат на което загубват живота си 16 души.
Обща причина е недостатъчно сигурно работещата система за осигуряване безопасно движение на влаковете и грешки в комуникацията между хората контролиращи жп трафик. Тази линия има коловозно разклонение (жп стрелка № 570 ) към централната железопътна главна линия към Grodzisk Mazowiecki. При сблъсъка ИР Матейко се е движил със скорост от 50 – 60 км/ч., а ТЛК Бжехва – с 95 км/ч.
Първи на място на трагедията, след няколко минути, се появяват жители на околните села. В операцията участват 450 пожарникари от 4 войводства, 300 полицаи, служители на охраната на „Железопътна защита“, доброволци. Използвани са 35-технически спасителни автомобила, 2 спасителни вертолета и 13 кучета, както и спасителен влак и железопътен танк.
Сред 16-те души, които са загинали в катастрофата, са идентифицирани и 2 чужденци: гражданин на САЩ и гражданин на Русия.